# Koalicija narodnog sporazuma
Koalicija narodnog sporazuma (KNS) bila je koalicija uglavnom umjerenih nacionalnih političkih stranaka u Hrvatskoj, oformljena prije prvih višestranačkih izbora 1990. godine.
Na njezinu čelu bili su nekadašnji vođe Hrvatskog proljeća Miko Tripalo, Savka Dabčević-Kučar, Srećko Bijelić i dr., koji, za razliku od drugih bivših „proljećara“, nisu htjeli formirati vlastite stranke. Umjesto toga su se, suočeni s velikim brojem novoosnovanih stranaka, zalagali za stvaranje široke koalicije lijevo-liberalnih i umjereno desnih snaga kako bi spriječila rasipanje glasova birača iz tog biračkog spektra i tako omogućilo tvrdoj liniji komunista ostanak na vlasti. Tripalo je također nastojao da u novi Sabor uđe što više stranaka koje bi stvorile koaliciju te tako spriječile da se jedna jednostranačka vlast zamijeni s drugom. 
U KNS je ušao velik broj prilično različitih stranaka – demokršćanski i desno orijentirani HDS i HKDS, liberalno orijentirani HSLS i lijevi SDSH, kao i manje regionalne organizacije i nezavisni kandidati. Pristupila je i tzv. Novakovićeva frakcija HSS-a.
Međutim, izborni zakon usvojen od strane vladajućih komunista sadržavao je dvokružni većinski sustav, koji je preferirao dvije najjače stranke. U proljeće 1990. dvije najjače stranke su bili SKH i HDZ, koja je pod vodstvom Franje Tuđmana, nakraju, i preuzela većinu. KNS je završio na trećemu mjestu, osvojivši malen broj mjesta u Saboru (21).
KNS se nakon toga brzo raspao, pogotovo zbog raznorodnosti stranaka i različitih vizija njihovih vođa. U jesen 1990. Tripalo i Kučar su osnovali novu stranku, pod nazivom Hrvatska narodna stranka.